# Agricola de Cologne
Agricola de Cologne (1950) è un artista tedesco, attivo nel campo dell'arte digitale.

## Biografia
Agricola de Cologne è un artista multimediale e curatore di arte dei nuovi media. Vive e lavora a Colonia, Germania.
La sua vita professionale può essere divisa in due parti: 
- 1980-1998, in cui opera con media tradizionali, come la pittura, la fotografia e installazioni.
- Dal 2000, anno nel quale comincia a interessarsi di arte digitale, di net.art e videoarte. Sono numerosissime le sue partecipazioni e collaborazioni a festival internazionali di arte dei nuovi media.

## Mostre
Tra oltre 250 mostre e festival nel mondo ricordiamo:
- Athens Videoart Festival 2007 & 2006
- International Film Festival di Mosca, 2006
- ZKM Karlsruhe/G 2005
- Biennale of Video & New Media Santiago/Cile 2005
- Montréal Biennial, 2004
- Biennale of Electronic Art Perth/Australia 2004
- Biennale of New Media Art Mérida /Messico 2003
- ASAC - Biennale di Venezia 2003 (in Blogwork - The Artwork is the network - Progetto on line)
- Bunker Poetico - La Biennale di Venezia 2001
- FILE San Paolo 2001-2006
- Ars Electronica 2001-2006
- Videoformes 2001-2007
- Art on the Net 2001, 2002
- Mediaterra Atene 2002
- ISEA 2002 Nagoya/Giappone
- SENEF Seul 2004 & 2005 etc